# سوفيا ريزينغر
سوفيا ريزينغر (بالألمانية: Zsófia Reisinger) (و. 1989  م) هي غطاسة مجرية، ولدت في بودابست، شاركت في بطولة العالم للسباحة 2015.

## روابط خارجية
- سوفيا ريزينغر على موقع الاتحاد الدولي للسباحة (الإنجليزية)
- سوفيا ريزينغر على موقع قاعدة بيانات الغوص IAT (الألمانية)